# Operación Verano
Operación Verano fue el nombre dado a la ofensiva de verano en 1958 por el gobierno de Fulgencio Batista durante la Revolución cubana, conocida por los rebeldes como La Ofensiva. La ofensiva fue diseñada para aplastar al ejército revolucionario de Fidel Castro, que había estado creciendo en fuerza en el área de las montañas de la Sierra Maestra desde su llegada a Cuba a bordo del yate Granma en diciembre de 1956. La ofensiva se encontró con resistencia, especialmente en el Combate de La Plata y la Batalla de Las Mercedes, y fracasó en su objetivo. El fracaso dejó al ejército cubano desanimado y desmoralizado. Castro lo vio como una victoria y pronto lanzó su propia ofensiva. 

## Antecedentes
A lo largo de 1957, el pequeño grupo de revolucionarios de Fidel Castro operaba desde una base montañosa, organizando ataques y ataques contra el gobierno de Fulgencio Batista. El ejército cubano y el liderazgo político no tomaron en serio estos ataques durante mucho tiempo. La actitud de Batista cambió en la primavera de 1958 cuando Castro comenzó a ganar reconocimiento internacional y pidió una huelga general. Batista decidió destruir el pequeño ejército de Castro, por lo que en mayo de 1958, el general Eulogio Cantillo recibió la misión. 
El plan de Cantillo era utilizar casi todo el ejército regular cubano (24 batallones o unos 20,000 hombres) para rodear la Sierra Maestra, establecer un bloqueo para evitar la entrada de armas y luego atacar desde el norte con 14 batallones. Dada la verdadera fuerza de los hombres de Fidel Castro (unos 300 combatientes), el plan de Cantillo parecía excesivo, pero los militares cubanos pensaban que Castro tenía entre 1,000 y 2,000 guerrilleros veteranos. 
Fulgencio Batista se negó a asignar tantas fuerzas al ataque, en cambio Eulogio Cantillo recibió solo 14 batallones (12,000 hombres) , de los cuales 7,000 eran nuevos reclutas con poco entrenamiento y pocos incentivos para pelear realmente. Dado que Batista perdería el control del país porque la ofensiva falló, esta decisión fue mala. Otra mala decisión fue dividir el control operativo entre dos generales, Cantillo y el general ineficaz (pero políticamente bien conectado) Alberto del Río Chaviano. Chaviano no hizo nada para ayudar en la campaña y con frecuencia se quejaba de los fracasos de Cantillo.
Las tropas de Fidel Castro conocían bien el terreno, y establecieron campos minados y construyeron posiciones defensivas a lo largo de las rutas principales a través de las cuales esperaban que el ejército atacara. Castro tenía un excelente conocimiento de dónde estaba el ejército y qué estaban planeando. También contó con el apoyo de los campesinos locales, quienes ayudaron en la transmisión de información sobre las tropas de Eulogio Cantillo y arriesgaron sus vidas para ocultar los suministros rebeldes. 

## La batalla
El primer ataque fue el 28 de junio de 1958 con un ataque que salió del ingenio Estrada Palma Sugar Mill. Este ataque fue detenido por una emboscada de las tropas del Che Guevara . Los carros blindados que se alejaron de la carretera chocaron con un campo de minas previamente establecido. El ejército comenzó a retirarse mientras las tropas del Che continuaban disparando contra ellos. El ejército perdió 86 hombres, las tropas del Che perdieron 3. 
El 11 de julio, el ejército desembarcó el Batallón 18 en la desembocadura del río La Plata. Esta acción a veces se llama Combate de La Plata o la batalla de Jigüe. La idea era rodear las defensas de montaña de Castro en el pico Turquino. Los soldados cubanos (la mayoría eran nuevos reclutas) nuevamente fueron emboscados por la guerrilla de Fidel Castro y pronto fueron rodeados e inmovilizados. Un segundo batallón fue desembarcado para tratar de ayudar, pero fueron detenidos en la playa. Un tercer batallón (número 17) fue enviado para ayudar, pero se toparon con otra parte de las fuerzas de Castro y no empujaron a través de los obstáculos. Después de más de una semana, el 21 de julio, el Batallón 18 se rindió: 40 muertos, 30 heridos y 240 se convirtieron en prisioneros. Las tropas de Castro perdieron solo tres de sus propios hombres. 
El general Eulogio Cantillo decidió retirar el Batallón 17, pero planeaba hacer de la retirada una trampa si Castro decidía seguir a los soldados en retirada. Esto resultó en la Batalla de Las Mercedes. Las tropas de Castro, por primera vez, cayeron en la trampa y más de 70 fueron asesinados en los primeros dos días de lucha, incluido un alto líder rebelde, René Ramos Latour. Castro logró sacar a su ejército de la trampa abriendo negociaciones con el general Cantillo y Batista. Para el 8 de agosto, todas las fuerzas de Castro habían escapado y la ofensiva del gobierno había terminado. 

## Secuelas
Al no destruir el ejército guerrillero de Fidel Castro, el gobierno de Fulgencio Batista parecía débil e ineficaz. Además, 
 El impacto de esta debacle en la moral del ejército cubano fue devastador. La mayoría de los oficiales subalternos que habían luchado tanto durante las semanas anteriores estaban disgustados que Cantillo incluso se había inclinado a negociar. Además, la maniobra magistral de Castro se produjo justo en el momento en que el ejército regular, después de haber luchado bien por primera vez en la campaña, parecía tener todas las ventajas. 
 Impulsado por el fracaso del gobierno, Fidel Castro pasó a la ofensiva y, en 4 meses, tomó el control de Cuba. 